# Vaughan Coveny
Vaughan Coveny (* 13. Dezember 1971 in Wellington) ist ein ehemaliger neuseeländischer Fußballspieler. Coveny war bis 2022 Toptorschütze der neuseeländischen Fußballnationalmannschaft, wurde dann von Chris Wood abgelöst.

## Vereinskarriere
Coveny begann seine Aktivenkarriere bei zwei lokalen Klubs in Neuseeland und wechselte 1992 nach Australien in die National Soccer League (NSL). Nach Spielzeiten bei Melbourne CSC und den Wollongong City Wolves spielte er von 1995 an für South Melbourne. Neben zwei australischen Meisterschaften gewann der Stürmer mit South Melbourne durch einen 5:1-Erfolg über den fidschianischen Vertreter Nadi FC auch die Oceania Club Championship 1999; Coveny war im Finale einmal als Torschütze erfolgreich. Durch den Sieg qualifizierte sich das Team für die FIFA-Klub-Weltmeisterschaft 2000 in Brasilien. In den drei Partien gegen Manchester United, Necaxa und CR Vasco da Gama kam Coveny jeweils zu Teileinsätzen.
Nach der Einstellung der NSL im Jahre 2004 blieb er auch in der Victorian Premier League zunächst bei South Melbourne, da er kein Angebot eines A-League-Klubs vorliegen hatte. Erst im Verlauf der Premierensaison wurde er auf Leihbasis von den Newcastle United Jets verpflichtet. Nach vier Toren in insgesamt zehn Einsätzen erhielt er zur nächsten Saison einen festen Vertrag bei Newcastle. Die Spielzeit 2006/07 verlief zunächst eher enttäuschend für Coveny, in der regulären Saison gelangen ihm nur drei Treffer in 18 Partien. In den Finals verhalf sein Treffer im Rückspiel gegen Sydney den Jets zum Erreichen des Preliminary Finals, dort erzielte er gegen Adelaide United den 1:1-Ausgleichstreffer. Im anschließenden Elfmeterschießen scheiterte man mit 3:4, wobei auch Coveny unter den Fehlschützen war.
Zur Saison 2007/08 unterschrieb er in seiner Heimatstadt einen Zwei-Jahres-Vertrag beim neu gegründeten neuseeländischen Profiteam Wellington Phoenix. Nach nur noch sporadischen Einsätzen in der zweiten Saison bei Wellington erklärte er 2009 seinen Rücktritt vom Profifußball und kehrte nach Australien zu South Melbourne zurück.

## Nationalmannschaft
Coveny debütierte in der neuseeländischen Nationalmannschaft im Juni 1992 in einer Partie gegen die Fidschi-Inseln und rückte 1995 in die Stammformation. 1998 gewann er durch einen 1:0-Sieg über Australien mit der neuseeländischen Auswahl den OFC-Nationen-Pokal. 1999 und 2003 absolvierte er für Neuseeland alle sechs Partien beim Konföderationen-Pokal. Insgesamt kam er im Laufe seiner Nationalmannschaftskarriere auf 64 A-Länderspiele und 28 Treffer. Da Coveny nie in Europa spielte – bei Probetrainings mit Celtic Glasgow (1992) und dem FC Watford (1994) fiel er durch – stand er der Nationalelf regelmäßig zur Verfügung. Seine letzten Länderspiele absolvierte er während der Europatournee im Sommer 2006. Er verhalf der neuseeländischen Auswahl durch zwei Treffer beim 3:1-Sieg gegen Georgien zum ersten Sieg auf europäischem Boden und beendete seine Laufbahn nach dem Freundschaftsspiel gegen den damals amtierenden Weltmeister Brasilien am 4. Juni 2006.

## Erfolge
auf Vereinsebene:
- Australischer Meister: 1997/98, 1998/99
- Oceania Club Championship: 1999
- Teilnahme an der Klub-WM: 2000

auf Nationalmannschaftsebene:
- OFC-Nationen-Pokal: 1998
- Teilnahme am Konföderationen-Pokal: 1999, 2003

Individuell:
- New Zealand Young Player of the Year: 1992
- New Zealand Player of the Year: 2004
- Rekordländerspieltorschütze Neuseelands mit 28 Toren